# Браун, Тина
Кристина Хэмбли Браун, леди Эванс CBE (родилась 21 ноября 1953 г.) — англо-американский журналист, редактор журналов, обозреватель, телеведущий и автор. Является бывшим главным редактором изданий Tatler (1979–1982), Vanity Fair (1984–1992) и The New Yorker (1992–1998), а также главным редактором-основателем The Daily Beast (2008–2013). С 1998 по 2002 год была председателем компании Talk Media, в которую входили Talk Magazine и Talk Miramax Books. Автор бестселлеров The Diana Chronicles и The Palace Papers: Inside the House of Windsor, the Truth and the Turmoil ().

## Ранние годы и образование
Родилась в Мейденхеде, Беркшир, Англия; выросла в деревне Литтл-Марлоу, в Бакингемшире. Ее отец, Джордж Хэмбли Браун, работал в британской киноиндустрии, продюсируя фильмы «Мисс Марпл» с Маргарет Резерфорд в главной роли. Ее мать, Беттина Кор,  была помощником Лоуренса Оливье в его первых двух фильмах о Шекспире.
В возрасте 17 лет поступила в Оксфордский университет. Училась в колледже Святой Анны и получила степень бакалавра по английской литературы.
Еще учась в Оксфорде,  выиграла Национальную премию Sunday Times для студентов за одноактную пьесу Under the Bamboo Tree. Последующая пьеса Happy Yellow была поставлена в лондонском театре Буша в 1977 году.

## Карьера редактора

### Punch
После окончания Оксфорда Браун пригласили вести еженедельную колонку в литературно-юмористическом журнале Punch. Эти статьи и внештатные публикации в The Sunday Times и The Sunday Telegraph были отмечены премией Кэтрин Пакенхэм для журналистов до 25 лет.

### Tatler
В 1979 году была приглашена редактировать Tatler . За время своего пребывания в должности превратила светский журнал в успешный современный глянцевый журнал с обложками знаменитых фотографов Нормана Паркинсона, Хельмута Ньютона и Дэвида Бэйли.

### Vanity Fair

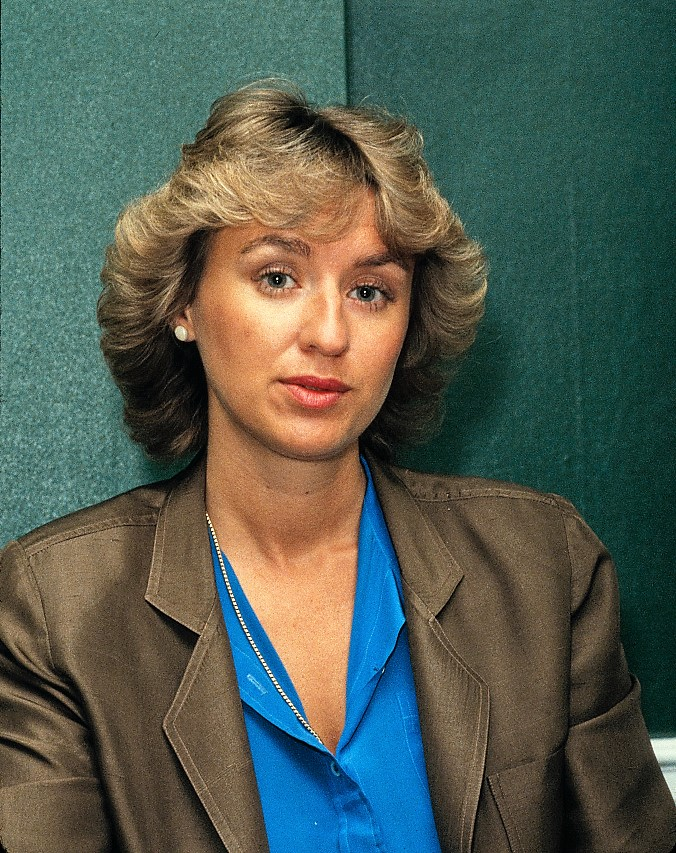
Браун в качестве редактора журнала Vanity Fair с 1984 по 1987 год.

В 1983 году приехала в Нью-Йорк в качестве  консультанта Vanity Fair . Некоторое время она работала ответственным редактором и  главным редактором с 1 января 1984 года.
Продажи Vanity Fair выросли с 200 000 до 1,2 миллиона . В 1991 году объем рекламы превысил 1440 страниц, а доходы от тиража выросли на  20 миллионов долларов.

### The New Yorker
В 1992 году Браун приняла приглашение  стать редактором The New Yorker, четвертым редактором за его 73-летнюю историю. Браун была первой женщиной, занявшей эту должность.
Уволенная из журнала писательница Джамайка Кинкейд назвала Браун «Сталиным на высоких каблуках».
Браун, однако, пользовался поддержкой стойких приверженцев Нью-Йоркeра Джона Апдайка, Роджера Энджелла, Брендана Гилла, Лилиан Росс, Кэлвина Томкинса, Джанет Малкольм, Гарольда Бродки и Филипа Гамбургера. За время работы в качестве редактора она уволила 79 сотрудников и наняла 50 новых писателей и редакторов, в том числе Дэвида Ремника (которого она назначила своим преемником), Малкольма Гладуэлла, Энтони Лейна, Джейн Майер, Джеффри Тубина, Хендрика Герцберга, Хилтона Элса, Кен Аулетта, Саймон Шама, Лоуренс Райт, Джон Лар.  Она также сотрудничала с профессором Гарварда Генри Луи Гейтсом, чтобы подготовить тематический выпуск «Черный в Америке». В 1998 году ушла из The New Yorker после приглашения Харви и Боба Вайнштейнов возглавить Talk Media.

### Talk
В июле 1998 года Браун вместе с Харви и Бобом Вайнштейнами из Miramax Films и Роном Галотти основала Talk Media.
Она вспоминала, как в октябре 2017 года в адрес Харви Вайнштейна были выдвинуты обвинения в сексуальном домогательстве: «Внезапно всплыли странные контракты, заключенные еще до нас, книги, написанные привлекательными женщинами без каких-либо сроков».
Среди сотрудников были редакторы Сэм Сифтон, Даниэль Маттун, Джонатан Малер и Вирджиния Хеффернан. Джейк Тэппер и Такер Карлсон вели политические колонки. Среди примечательных статей — первый портрет Усамы бен Ладена перед событиями 11 сентября, автобиографическая статья Тома Стоппарда о его еврейских корнях, а также откровенный портрет Такера Карлсона тогдашнего кандидата в президенты от республиканской партии Джорджа Буша-младшего.
Несмотря на тираж в 670 000 экземпляров , издание журнала Talk было остановлено в январе 2002 года из-за спада рекламы, последовавшего за терактами 11 сентября.

### The Daily Beast
6 октября 2008 года Браун совместно с Барри Диллером,  запуститила новостной сайт The Daily Beast . Сайт приобрел популярность после того, как Кристофер Бакли разместил колонку, в которой объявил о своей поддержке Барака Обамы. Среди других заметных новостных материалов: репортаж Люсинды Фрэнкс о скандале с Берни Мэдоффом.
The Daily Beast получил премию Webby Award как лучший новостной сайт в 2012  и 2013 годах.
11 сентября 2013 года Браун объявила о своем уходе.

### Women in the World
В 2010 году Браун основала платформу живой журналистики «Women in the World».
Первая встреча состоялась 12–14 марта 2010 года; на ней выступили королева Иордании Рания, Мерил Стрип, Валери Джарретт, Кристин Лагард, Хиллари Клинтон, Мадлен К. Олбрайт, Нора Эфрон и Кэти Курик. На второй встрече, состоявшейся 10–12 марта 2011 года, в число участников вошли Хиллари Клинтон, доктор Хава Абди, Кондолиза Райс, Шерил Сэндберг, доктор Нгози Оконджо-Ивеала, Дайан фон Фюрстенберг, Мелинда Гейтс и Эшли Джадд .
Трехдневную встречу в Линкольн-центре посетили более 2,5 тысяч зрителей. На последующих саммитах присутствовали Анджелина Джоли, Опра Уинфри, лауреат Нобелевской премии мира Мария Ресса, лауреат Нобелевской премии мира Лейма Гбови, Барбра Стрейзанд, Нэнси Пелоси, Глория Стайнем, Зайнаб Салби, Кристиан Аманпур, Джастин Трюдо, Масих Алинежад, Никки Хейли, Линси Аддарио, Сесиль Ричардс, Приянка Чопра, Мелинда Гейтс, Чимаманда Нгози Адиче, Николас Кристоф, Аджай Банга и Анна Винтур.

### Truth Tellers
В 2023 году в сотрудничестве с агентством Reuters и Даремским университетом провела семинар Truth Tellers —  международную встречу по журналистским расследованиям в Королевском институте британских архитекторов, в честь своего покойного мужа сэра Гарольда Эванса. В мероприятии приняли участие более 60 журналистов-расследователей и редакторов из Великобритании, США, Украины, Мексики, России, Нигерии, Южной Африки, Канады, Ирана, Болгарии и Франции. Среди приглашенных гостей были: Билл Браудер, расследователь  Христо Грозев, руководитель отдела расследований  Фонда борьбы с коррупцией Мария Певчих и российский журналист  Михаил Зыгарь. Планируется ежегодное проведение мероприятия.

## Книги

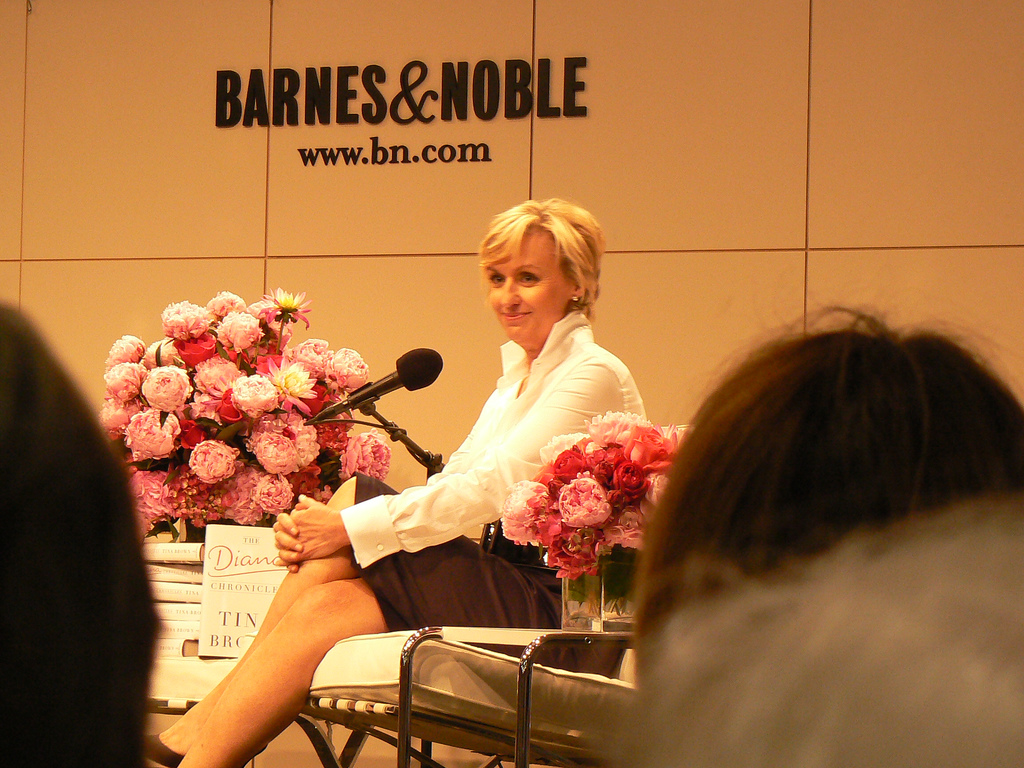
Тина Браун выступает в Barnes and Noble о «Хрониках Дианы»

Биография Дианы, принцессы Уэльской, была опубликована в июне 2007 года, незадолго до 10-летия со дня смерти Дианы. «Хроники Дианы» вошли в список бестселлеров документальной литературы по версии The New York Times .
В 2017 году Браун опубликовала «Дневники Vanity Fair», основанные на ее восьми с половиной годах работы в качестве главного редактора Vanity Fair .
В 2022 году было опубликовано продолжение The Diana Chronicles под названием «The Palace Papers: Inside the House of Windsor, the Truth and the Turmoil., посвященное периоду между смертью принцессы Уэльской и королевы Елизаветы II. В книге, в том числе, говорится о свадьбе принца Чарльза и Камиллы Паркер-Боулз, появлении и роли в семье Кейт Миддлтон и причинах скандала, инициированного принцем Гарри и Меган Маркл. Книга возглавила список бестселлеров The New York Times; в США было продано 250 000 экземпляров.
«Некоторые сплетни», — написал Филип Хеншер в обзоре для The Spectator, — как и во всех книгах такого рода, совершенно неправдоподобны.

## Личная жизнь
В 1981 году вышла замуж за Гарольда Эванса. Они жили вместе в Нью-Йорке до смерти Эванса 23 сентября 2020 года. У них двое детей: сын Джорджи, 1986 года рождения и дочь Изабель, 1990 года рождения.